# Горла-Миноре
Горла-Миноре (итал. Gorla Minore) — коммуна в Италии, располагается в провинции Варесе области Ломбардия.
Население составляет 7894 человека (на 2004 г.), плотность населения составляет 100,06 чел./км². Занимает площадь 7,889 км². Почтовый индекс — 21055. Телефонный код — 0331.
Покровителем населённого пункта считается святой Лаврентий Римский. Праздник ежегодно празднуется 10 августа.